# A holnap már nem lesz szomorú
Az A holnap már nem lesz szomorú című dal képviselte Magyarországot az 1998-as Eurovíziós Dalfesztiválon, melyet Charlie adott elő magyar nyelven.
A dalt Lerch István szerezte, a szöveget pedig Horváth Attila írta hozzá. A dal egy ballada, melyben az énekes a beteg kedvesét vigasztalja.
A május 9-i döntőben a fellépési sorrendben tizenegyedikként adták elő, a máltai Chiara The One That I Love című dala után, és a szlovén Vili Resnik Naj bogovi slišijo című dala előtt. A szavazás során négy pontot szerzett, mely a huszonharmadik helyet érte a huszonöt fős mezőnyben.
A rossz eredmény miatt az 1993 és 2003 között érvényben lévő kieséses rendszer értelmében Magyarország nem vehetett volna részt az 1999-es versenyen. Egy visszalépés után Magyarországnak ajánlották fel a szabad helyet, de a Magyar Televízió nem élt vele, és a következő években sem neveztek a versenyre.
Hat kihagyott verseny után a következő magyar induló a NOX együttes Forogj, világ! című dala volt a 2005-ös Eurovíziós Dalfesztiválon.